# Gran maestro di Francia

Ornamento esteriore di Gran maestro di Francia

Il gran maestro di Francia era, sotto l'Ancien Régime e la Restaurazione, uno dei grandi ufficiali della corona e il capo della Maison du Roi de France.
Successore dei maggiordomi di Palazzo e dei siniscalchi di Francia, è una delle più importanti personalità francesi. Dirige l'insieme dei servizi della casa del re, nomina i nuovi ufficiali (che prestano giuramento nelle sue mani) e gestisce il bilancio della casa. Inoltre, è responsabile della polizia della corte ed è il sovrintendente delle proprietà del re; si può quindi parlare di una sorta di ministro degli interni.
Il titolo è spesso concesso ai tre nobili più vicini al re. Così Francesco I l'ha concesso a Artus de Gouffier, poi a suo zio, Renato di Savoia, e poi al suo amico Anne de Montmorency. Nel 1559, dopo le dimissioni forzate di Montmorency, il titolo è passato nelle mani dei Lorena, che se ne sono serviti per estendere la loro influenza a corte, a tal punto che Enrico III costrinse Henri le Balafré a tornare sui suoi passi. Nel 1594, il titolo è passato ai principi di Condé, che l'hanno conservato (tranne che dal 1654 al 1656) fino alla Rivoluzione francese.
In epoca moderna, il lavoro vero e proprio era portato avanti dal suo ufficio piuttosto che da lui in persona. Il suo potere è quindi piuttosto simbolico, anche se è ancora di sua competenza il rispetto del cerimoniale.

## Aneddoto
Conduceva la processione funebre durante i funerali dei re. Rompeva il suo bastone e lo gettava nella bara del re morto, gridando: «Miei signori, il re è morto, voi non avete più cariche». Quindi, prendendo qualche istante più tardi un nuovo bastone: «Miei signori, il re vive e vi rende le vostre cariche».

## Elenco dei gran maestri di Francia
- ca. 1300: Arnould de Wesemal
- 1310: Mathieu de Trie
- 1321: Jean de Beaumont († ca. 1344)
- 1343: Guy di Ceriz († dopo il 1369), signore e principe di Ceriz;
- 1347: Roberto III di Dreux (1288 - 1351), visconte di Beu e di Bagneux;
- 1350: Giovanni I di Châtillon (†1363), signore di Châtillon-sur-Marne, di Gandelus, di Troissy e di Marigny
- 1350: Giovanni di Melun († 1381), conte di Tancarville, visconte di Melun, signore di Montreuil-Bellay e di Varenguebec.
- 1350: Pierre de Villiers, († 1386), signore di L'Isle-Adam, signore di Macy e di Valmondois;
- 1350: Gui IV Damas (1288 - 1351), signore di Cousant e di la Perrière;
- 1380: Jean le Mercier, signore di Noviant e di Neuville-en-Laonnais;
- 1388-1408: Jean de Montaigu, decapitato il 17 ottobre 1409;
- 1408-1409: Ludovico VII di Baviera (v.1368 - 1447), duca di Baviera-Ingolstadt;
- 1409-1413: Guiscardo Delfino II, governatore del Delfinato;
- 1413-1415: Luigi I di Borbone-Vendôme (1376 - 1446), conte di Vendôme;
- 1418-1425: Thibault de Neufchâtel;
- 1425-1446: Luigi I di Borbone-Vendôme, conte di Vendôme;
- 1446-1449: Tanneguy du Chastel;
- 1449-1451: Carlo di Culant;
- 1451-1453: Giacomo I di Chabannes di La Palice signore di La Palice, Charlus, Curton, Madic, Montaigu-le-Blin, Rochefort e Châtel-Perron;
- 1456-1461: Raoul de Gaucourt;
- 1463: Antonio I di Croÿ (1385 -1475), signore di Croÿ, di Renty, di Beaurain, di Bar-sur-Aube e di Rozay, conte di Beaumont, conte di Porcien e conte di Guînes;
- 1465-1467: Carlo di Melun (decapitato nel 1468), luogotenente-generale, governatore di Parigi;
- 1467: Antonio di Chabannes (1411 – 1488), conte di Dammartin, signore di Saint-Fargeau e di Gonor;
- av. 1483: François Guy XV di Montfort-Laval (1435 - 1500), conte di Laval e di Monfort;
- 1485-av 1496: Filippo II di Savoia (1438 - 1497), conte di Baugé, signore di Bresse, poi duca di Savoia, principe di Piemonte, conte di Ginevra, principe e vicario perpetuo dell'Impero, marchese di Susa e marchese d'Italia;
- 1502-1511: Charles II d'Amboise di Chaumont, vice-re di Lombardia;
- 1511-1515: Jacques de La Palice, signore di La Palice, vice-re degli Abruzzi, comandante in capo dell'armata francese in Italia, maresciallo di Francia;
- 1515-1519: Artus Gouffier de Boissy († 1519), duca del Roannese e pari di Francia, conte d'Étampes e conte di Caravas, barone di Passavant, di Maulévrier, di Roanne, di la Mothe-Saint-Romain, di Bourg-sur-Charente e di Saint-Loup, signore d'Oiron, di Villedieu, di Valence e di Cazamajor.
- 1519-1525: Renato di Savoia (1468 - 1525), conte di Villars, di Tenda, di Sommariva, di Beaufort e di Ventimiglia;
- 1526-1558: Anne di Montmorency (1492 - 1567), duca di Montmorency e di Damville, conte di Beaumont-sur-Oise e di Dammartin, visconte di Melun;
- 1558-1559: François de Montmorency (1530 – 1579), duca di Montmorency, conte di Dammartin, barone di Châteaubriant e signore di l'Isle-Adam;
- 1559-1563: Francesco I di Guisa, duca di Guisa (1520 – 1563), conte, e poi duca d'Aumale e pari di Francia, marchese di Mayenne, barone e poi principe di Joinville, gran ciambellano di Francia e gran cacciatore di Francia;
- 1563-1588: Enrico di Guisa (1550 - 1588), duca di Guisa, principe di Joinville, conte d'Eu e pari di Francia;
- 1588-1594: Carlo I di Guisa (1571 - 1640), duca di Guisa, principe di Joinville, duca di Joyeuse, conte d'Eu e pari di Francia, duca di Chevreuse;
- 1594-1612: Carlo di Borbone-Soissons (1566 - 1612), conte di Soissons e conte di Dreux;
- 1612-1641: Luigi di Borbone-Soissons (1604 - 1641), conte di Soissons, conte di Clermont e di Dreux;
- 1643-1646: Enrico II di Borbone-Condé (1588 - 1646), principe di Condé, duca di Montmorency e duca d'Albret e pari di Francia, duca d'Enghien e duca di Bellegarde, Primo principe del sangue, Gran cacciatore di Francia e grand louvetier de France;
- 1647-1654: Luigi II di Borbone-Condé (1621 - 1686), duca d'Enghien, poi principe di Condé, duca di Fronsac, duca di Châteauroux, duca di Montmorency, duca d'Albret e duca del Borbonese e pari di Francia, duca di Bellegarde, primo principe del sangue;
- 1654-1656: Tommaso di Savoia (1596 - 1656), principe di Carignano, marchese di Bosque e di Châtellard, conte di Racconigi e di Villafranca, cavaliere dell'Annunziata;
- 1656-1660: Armando di Borbone (1629 - 1666), principe di Conti;
- 1660-1685: Enrico III Giulio di Borbone-Condé (1643 - 1709), principe di Condé, duca di Châteauroux, duca di Montmorency (poi duca d'Enghien), duca di Guisa e pari di Francia, marchese di Graville, primo principe del sangue;
- 1685-1710: Luigi III di Borbone-Condé (1668 - 1710), principe di Condé, duca di Borbone, duca d'Enghien, duca di Châteauroux e duca di Guisa, pari di Francia, duca di Bellegarde;
- 1710-1740: Luigi-Enrico di Borbone-Condé (1692 - 1740), principe di Condé, duca di Borbone, duca d'Enghien, duca di Guisa e pari di Francia, duca di Bellegarde;
- 1740-1790 e 1814-1818: Luigi-Giuseppe di Borbone-Condé (1736 - 1818), principe di Condé, duca di Borbone, duca d'Enghien, duca di Guisa e pari di Francia, duca di Bellegarde, colonnello generale di fanteria;
- 1818-1830: Luigi-Enrico-Giuseppe di Borbone-Condé (1756 - 1830), duca di Borbone, duca di Enghien e poi principe di Condé, pari di Francia.